# 범죄현장

범죄현장 스케치

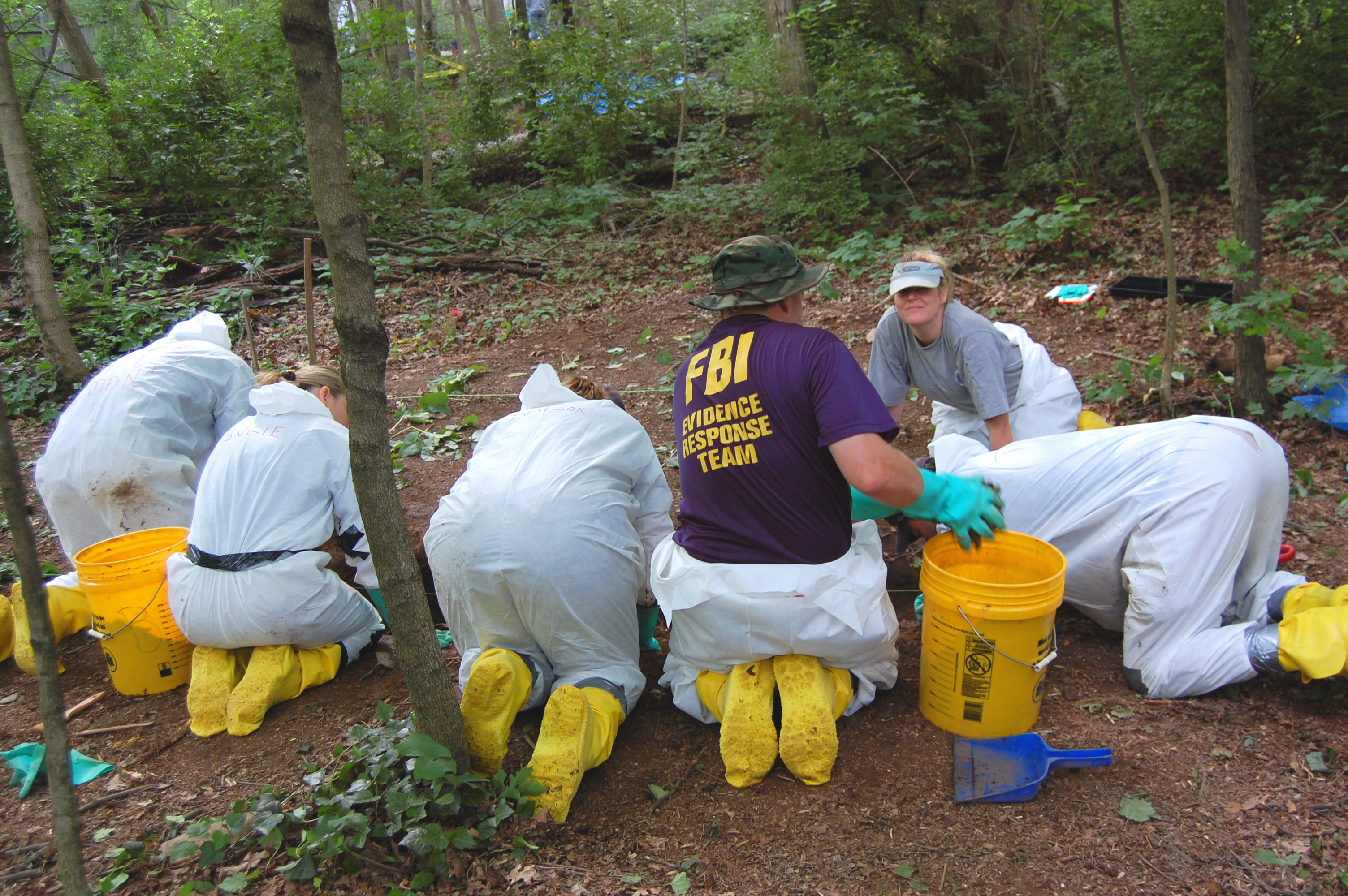
미국의 FBI 요원은 범죄현장에서 증거를 수집한다.

범죄현장(犯罪現場)은 범죄가 이루어지거나 관련될 수 있는 장소이다. 범죄현장에는 범죄 수사와 관련된 물리적 증거가 있다. 이 증거는 범죄 현장 수사관과 법집행 기관에서 수집한다. 범죄현장의 위치는 범죄가 발생한 장소이거나 범죄 자체의 증거를 포함하는 모든 영역일 수 있으며, 발생한 범죄 행위와 관련된 사람, 장소, 물건일 수 있다. 범죄 현장을 분석하는 동안 발생하는 모든 것은 문서화되어야 한다.